# اینترلاکینگ
اینترلاکینگ (به انگلیسی : Interlocking) به سیستمی که کنترل و دریافت اطلاعات و فرمان از چیدمان چراغهای سیگنال، ماشین‌های سوزن و سیستم های تشخیص عدم حضور قطار (مانند: انواع مدار راه، محورشمار و ... ) و همچنین کنترل ترافیک ریلی و مسیردهی را دربر دارد گفته می‌شود که قیود و قوانین پیاده‌سازی شده در آن‌ها موجب می‌شود به شیوه‌ای کاملا ایمن و به دور از احتمالات خطا عمل کنند.
اینترلاکینگ یک اقدام ایمنی است که برای جلوگیری از تغییر سیگنال‌ها و ماشین سوزن ها/سوئیچ‌ها در یک توالی نامناسب طراحی شده است. به عنوان مثال، اینترلاکینگ  از تغییر سیگنال برای نشان دادن مسیر اشغال جلوگیری می کند، مگر اینکه ابتدا  ماشین سوزن ها مربوط به مسیر تغییر کرده و یا بلاک اشغال شده باز گردد. در آمریکای شمالی، تعریف رسمی راه‌آهن اینترلاکینگ این است: «آرایشی از سیگنال‌ها و وسایل سیگنالینگ به‌گونه‌ای به هم پیوسته که حرکات آن‌ها باید با ترتیب مناسبی بر یکدیگر مرتبط و موفق شوند».[1]

## مؤلفه‌ها
یک اینترلاکینگ امروزی حداقل شامل سیگنال‌ها و ماشین سوزن میباشد، اما معمولاً شامل وسایل اضافی مانند مدار راه، محورشمار و سیستم های خروج از ریل(derails) است و ممکن است شامل عبور از پل‌های  متحرک و یا سینی دوار باشد. 
برخی از اصول اساسی در اینترلاکینگ عبارتند از: 
در یک بلاک نمیتوان دو قطار وجود داشته بهشد پس تا زمانی که بلاک اشغال است سیگنال بلاک قرمز میباشد.
سوزن ها و سایر وسایل موجود در مسیر باید به درستی تنظیم شوند (در موقعیت) قبل از اینکه یک سیگنال به حرکت قطار اجازه ورود به آن مسیر را بدهد.
هنگامی که یک مسیر تعیین می شود و به قطار سیگنالی(سبز) داده می شود که در آن مسیر حرکت کند، همه سوئیچ ها و سایر وسایل متحرک در مسیر در موقعیت خود قفل می شوند تا زمانی که قطار از قسمتی از مسیر تحت معین شده خارج شود  سیگنال ادامه یابد. عقب نشینی می کند و زمان کافی برای اطمینان از اینکه قطاری که به آن مسیر نزدیک می شود، فرصت توقف قبل از عبور از سیگنال را داشته است، سپری شده است.

در محوطهٔ اینترلاکینگ تراک‌ها به یکدیگر متصل می‌شوند (در سویچ‌ها) و در آن سویچ‌ها٬ چراغهای سیگنال و ماشین‌آلات کنترلی و اتصالاتی که عملکرد آن‌ها را ممکن می‌سازد تعریف شده و به یکدیگر متصل می‌شوند.

## کارکرد
یک اینترلاکینگ٬ صرفنظر از اعمالی که اپراتور انجام می‌دهد و شیوه‌ای که برای کنترل آن به‌کار می‌برد٬ عملکرد ایمن را تضمین می‌کند. بدین صورت که٬ بد سگالی٬ بد شانسی و بی‌تدبیری اپراتور نمی‌تواند یک اثر غیر ایمن را بر روی تراک‌ها رقم بزند.

## جایگاه
اینترلاکینگ٬‌ پیچیده‌ترین مبحث علم و فن‌آوری سیگنالینگ به‌شمار می‌رود. بخش عمدهٔ هزینه‌های طراحی٬ عمرانی و نگهداری یک سامانه سیگنالینگ٬ مربوط به اینترلاکینگ آن می‌باشد. حتی سهم اعظمی از مجموعه آموزش‌هایی که یک اپراتور در زمینهٔ سیگنالینگ دریافت می‌کند به مباحث اینترلاکینگ می‌پردازد.

## انواع اینترلاکینگ
اینترلاکینگ را می‌توان به دسته‌های زیر تقسیم بندی کرد:
- اینترلاکینگ‌های مکانیکی
- اینترلاکینگ‌های رله‌ای
- اینترلاکینگ‌های الکتریکی

### اینترلاکینگ مکانیکی
در این نوع از اینترلاکینگ از نیروی ماهیچه‌ای انسان جهت حرکت دادن دستی اهرم‌ها به منظور تغییر وضعیت سویچ‌ها و سیگنال‌ها استفاده می‌شود. نوع پیشرفته‌تر این اینترلاکنگ از ابزار پنوماتیک کم‌فشار جهت تسهیل فرآیندهای مکانیکی بهره می‌برد.

### اینترلاکینگ رله‌ای

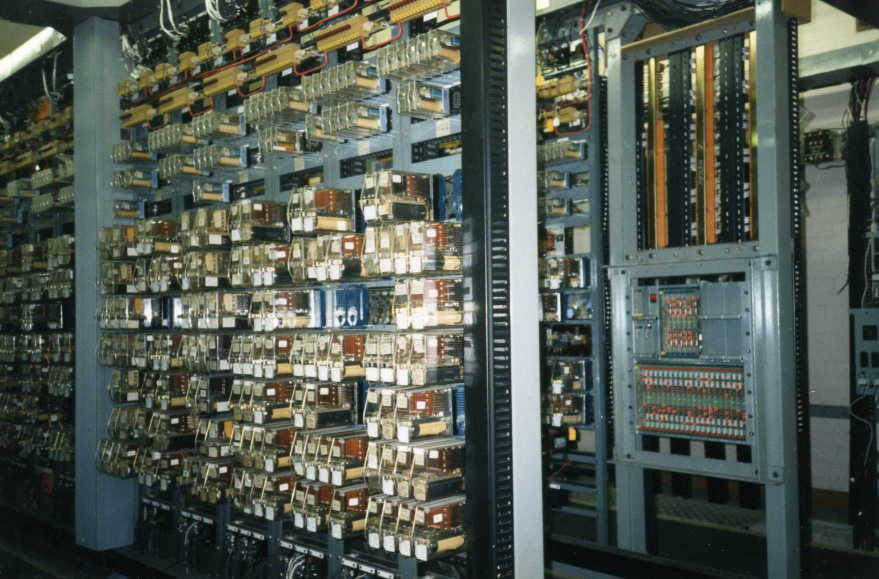
بخشی از یک اینترلاکینگ رله‌ای

در اینترلاکینگ رله‌ای٬ وظایف سامانه توسط تعدادی رله‌ها پیاده می‌شود. این نوع از اینترلاکینگ به دو دستهٔ اینترلاکینگ پانلی و اینترلاکینگ رله‌ای مسیر تقسیم می‌شود.

### اینترلاکینگ الکتریکی
در اینترلاکینگ‌های مدرن‌تر٬ معمولاً از مدارهای حالت جامد به‌جای شبکه‌ای سیم‌کشی شده از رله‌ها استفاده می‌شود. این امر با اجرای نرم‌افزارهای اینترلاکینگ بر روی سخت‌افزارهای خاص‌منظوره میسر می‌شود. از آنجایی که در این نوع از اینترلاکینگ٬ منطق٬ توسط نرم‌افزار پیاده‌سازی شده‌است٬ انجام تغییرات بسیار ساده‌تر بوده و نیاز به سیم‌کشی مجدد رله‌ها نمی‌باشد.

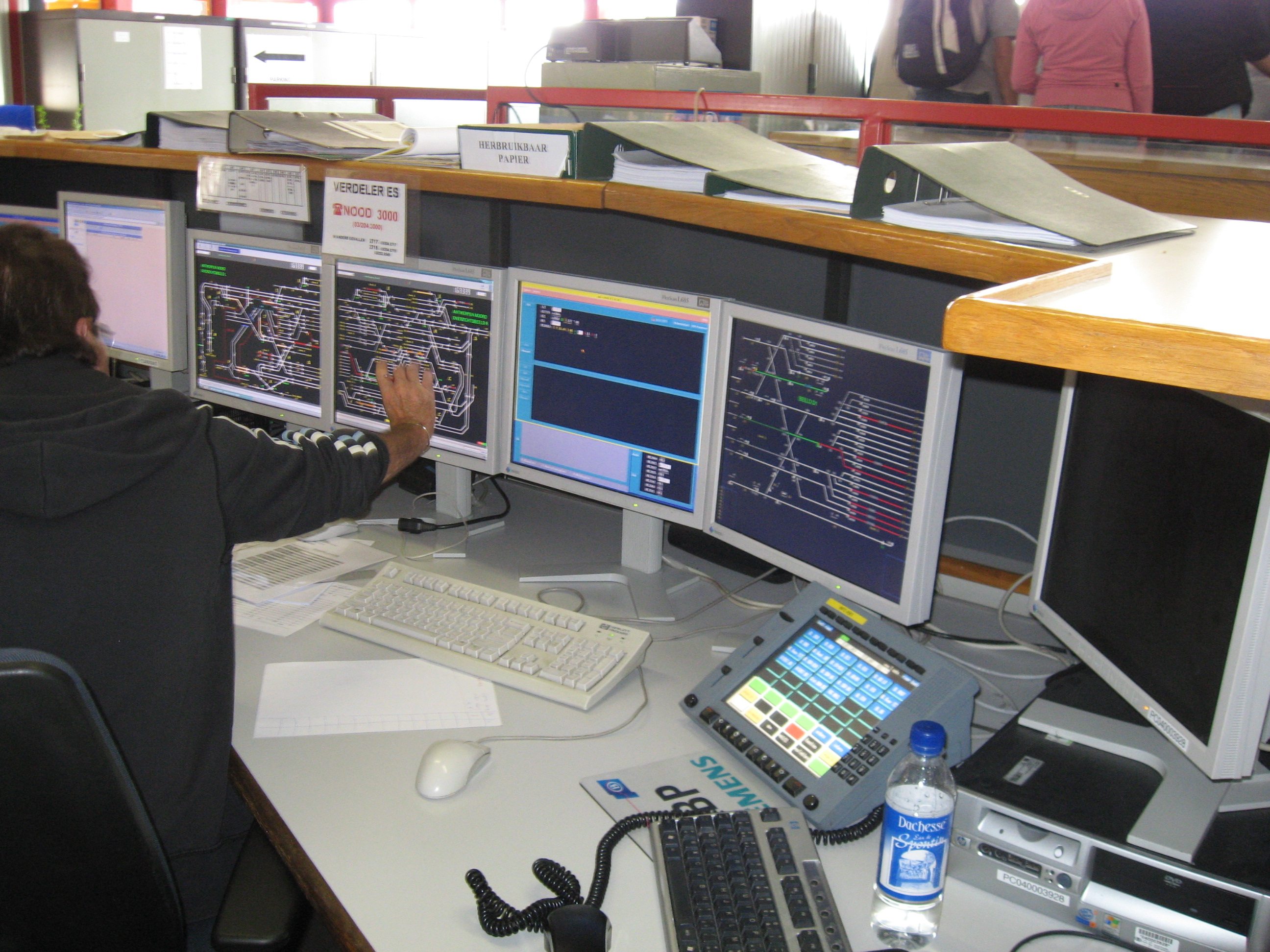
قرارگاه فرماندهی رایانه‌ای یک سامانهٔ اینترلاکینگ به‌روز